# حجر سن
حجر السن أو حجر الشحذ، هو نوع من الأحجار الطبيعية، أو الصناعية، يستخدم مادة آكلة لسن أطراف الأدوات القاطعة، يستخدم جافاً أو مبللاً بالماء أو الزيت. والنوع الذي يرش بالزيت في الغالب ناعم الملمس، دقيق البنية، ويسمى «حجر الصقل» أو «مسن الزيت».